# Gezeitenfischerei

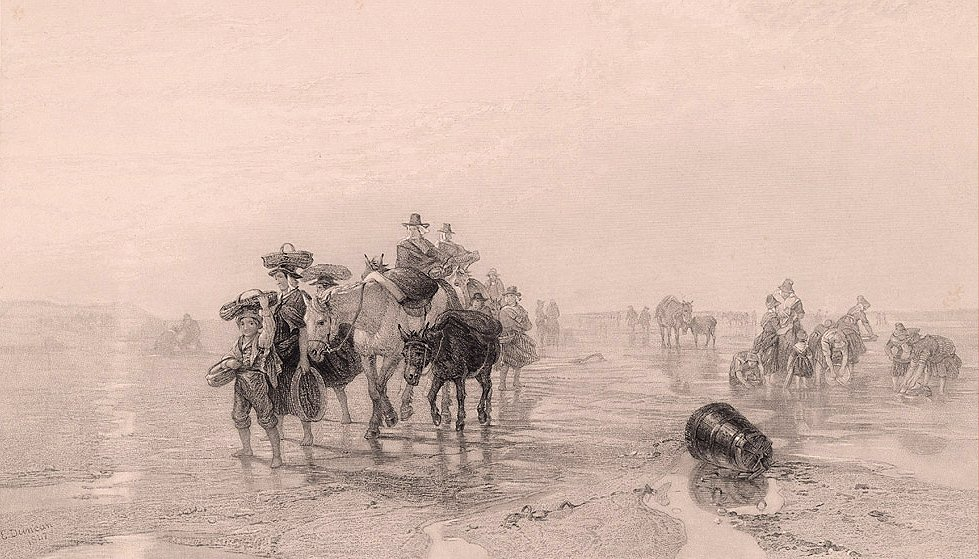
Herzmuschelnsammler in Wales

Gezeitenfischerei (französisch pêche à pied) ist eine Fangmethode, die an Küsten mit Tidenhub (in Europa insbesondere an den nordfranzösischen Küsten Petite mer de Gâvres) betrieben wird. Dabei wird der trockengefallene Meeresboden nach Schalenweichtieren der Malakofauna, in den Lagunen und an Felsenküsten auch nach Fischen abgesucht. 
Vorzeitliche Køkkenmøddinger an der Atlantikküste weisen darauf hin, dass diese Methode seit dem Ende der letzten Eiszeit eine bedeutende, zumindest saisonale Nahrungsquelle der Jäger und Sammler wurde, die sich regional bis heute erhalten hat.
Heute sind beim Sammeln von Schalentieren und Muscheln in Frankreich Mindestgrößen vorgeschrieben. Laut einer Studie aus dem Jahre 2008 praktizieren pro Jahr fast 2 Millionen Franzosen dieses Hobby gelegentlich oder regelmäßig.